# Ocupación estadounidense de la República Dominicana (1965-1966)
La segunda invasión estadounidense de la República Dominicana (1965-1966), llamada Operación Power Pack, por las Fuerzas Armadas de los Estados Unidos, comenzó con la entrada del Cuerpo de Marines en Santo Domingo el 28 de abril de 1965. Más tarde, se le unió la mayoría de la 82.ª División Aerotransportada del Ejército de los Estados Unidos y su casa matriz, el XVIII Cuerpo Aerotransportado. La intervención terminó el 21 de septiembre de 1966, cuando se retiró la primera Brigada de la 82.ª División Aerotransportada, último remanente de la unidad estadounidense en el país.

## Antecedentes
Después de un período de inestabilidad política tras el asesinato del dictador dominicano Rafael Leónidas Trujillo en 1961, el candidato Juan Bosch, fundador del Partido Revolucionario Dominicano (PRD), fue elegido presidente en diciembre de 1962 y posesionado en febrero de 1963.
Un grupo de militares conservadores junto a la poderosa élite de la oligarquía dominicana y la jerarquía católica, descontentos con las medidas tomadas por el nuevo gobierno de Bosch, ejecutaron el golpe de Estado del 25 de septiembre de 1963.
Al inicio de la sublevación contra Bosch, el general Wessin y Wessin controlaba el Centro de Entrenamiento de las Fuerzas Armadas conocido por las siglas CEFA, grupo de élite de unos 2000 efectivos de infantería altamente capacitado. Esta organización cuasi-independiente, originalmente establecida por Ramfis Trujillo, hijo del exdictador, se formó para proteger al gobierno. Estacionados en la Base Aérea de San Isidro, se diferenciaban de las unidades del ejército regular, por estar equipados con tanques, cañones sin retroceso y artillería, así como por sus propios aviones de ataque.  Elías Wessin declaró: 

"La doctrina comunista, marxista-leninista, castrista, o como sea que se llame, está ahora fuera de la ley".

Posteriormente, el poder fue entregado a un triunvirato civil. Los nuevos líderes rápidamente abolieron la nueva constitución, llamada del 63. Los dos años siguientes estuvieron marcados por una fuerte inestabilidad política con numerosas huelgas y conflictos.
Donald Reid Cabral, quien el 23 de diciembre de 1963 llegó a ser cabeza de la junta, fue impopular para la mayoría de los oficiales de alto rango en el ejército, por su intento de recortar sus privilegios. Reid sospechó que algunos o todos de estos oficiales tratarían de derrocarlo en la primavera de 1965. Con la esperanza de evitar un golpe de Estado, el 24 de abril de 1965, envió a su jefe de Estado mayor, general Marcos Rivera, para cancelar a cuatro oficiales considerados como conspiradores. Estos no se rindieron, sino que tomaron un campamento militar al noroeste de Santo Domingo y capturaron a Rivera.
Inmediatamente, el Partido Revolucionario Dominicano y el Movimiento Revolucionario 14 de Junio pusieron un gran número de civiles armados en las calles, dando lugar a la creación de los primeros escuadrones armados de los rebeldes, que fueron conocidos en términos generales como "Comandos". Estos fueron, a veces, bandas de adolescentes bien armadas. El Movimiento Popular Dominicano distribuyó cócteles molotov a las multitudes y los militares rebeldes establecieron posiciones defensivas en el Puente Duarte.
Los rebeldes pro-Bosch, conocidos como "constitucionalistas" por abogar por la restauración del presidente Bosch y la restauración de la Constitución de 1963, salieron a las calles, apoderándose rápidamente del Palacio Nacional y de los medios de comunicación del gobierno en la capital. Los militares leales a la junta de Reid y los opositores a los constitucionalistas adoptaron el apodo de "leales".
El coronel Francisco Alberto Caamaño y el coronel Manuel Ramón Montes Arache, comandante del Cuerpo de Comandos de Hombres Ranas de la Marina de Guerra Dominicana, se constituyeron en líderes de los constitucionalistas, coordinados con Bosch por el coronel Rafael Tomás Fernández Domínguez. Reid fue capturado en el palacio presidencial por las fuerzas rebeldes comandadas por Caamaño. No obstante, el general Wessin y Wessin, jefe de las Fuerzas Armadas, tomó la posición vacante que había dejado Reid, convirtiéndose en el jefe de facto del estado.
Bosch, todavía en el exilio en Puerto Rico, convenció a José Rafael Molina Ureña, un líder partidista, para que se convirtiera en presidente provisional hasta su retorno. 
En los días que siguieron, los constitucionalistas se enfrentaron con agentes de seguridad interna y con los militares de derecha del CEFA. Ya para el 26 de abril de 1965, los civiles armados, habían superado en número a los regulares militares rebeldes. Radio Santo Domingo, ahora bajo el control total de los rebeldes, comenzó a incitar a acciones violentas.
Ambas partes estaban fuertemente armadas y muchos civiles quedaron atrapados en el fuego cruzado. El gobierno de estadounidense comenzó los preparativos para la evacuación de sus ciudadanos y otros extranjeros que pudieran estar deseando salir de la República Dominicana. El grado de participación de los "comunistas", incluyendo el Movimiento Revolucionario 14 de Junio, había sido cuestionada.
El presidente provisional constitucionalista Molina Ureña y el coronel Caamaño pidieron al embajador de Estados Unidos la mediación estadounidense para detener los ataques de la Fuerza Aérea Dominicana a las áreas constitucionalistas. El embajador de EE. UU. se negó. Totalmente consternado por este rechazo, Molina Ureña renunció. En la base de San Isidro, los generales leales de la Fuerza Aérea eligieron el coronel Pedro Bartolomé Benoit para encabezar una nueva junta "lealista".
El 28 de abril, la Fuerza Aérea Dominicana reanudó el bombardeo en las posiciones constitucionalistas en Santo Domingo mientras por otro lado civiles armados rebeldes invadieron una estación de policía y ejecutaron sumariamente a los policías. Los rebeldes asaltaron la Fortaleza Ozama. Se usó un tanque AMX-13 que con un disparo hizo un hueco en la pared de la fortaleza, y después el tanque penetró dentro del patio de la fortaleza seguido de las tropas rebeldes compuestas de militares y civiles armados. Liberaron a 700 prisioneros de la cárcel de la Fortaleza Ozama.
De los 30 000 soldados, pilotos y policías dominicanos, al inicio de la guerra civil, el general Wessin y Wessin terminó teniendo bajo su mando a menos de 2400 soldados y solo 200 policías nacionales. Las primeras acciones militares de los Estados Unidos se limitaron a la evacuación de estadounidenses y otros civiles extranjeros en la ciudad de Santo Domingo. Se estableció una zona de aterrizaje en el Hotel Embajador, ubicado en la periferia occidental de Santo Domingo.
Los "lealistas" fallaron en recuperar el control de Santo Domingo y un desmoralizado CEFA se retiró a la base en San Isidro, en el lado este del río Ozama. El general Wessin y el último líder del depuesto régimen gubernamental, Donald Reid –más conocido como "El Americano"– solicitaron entonces la intervención de Estados Unidos.

## Ocupación

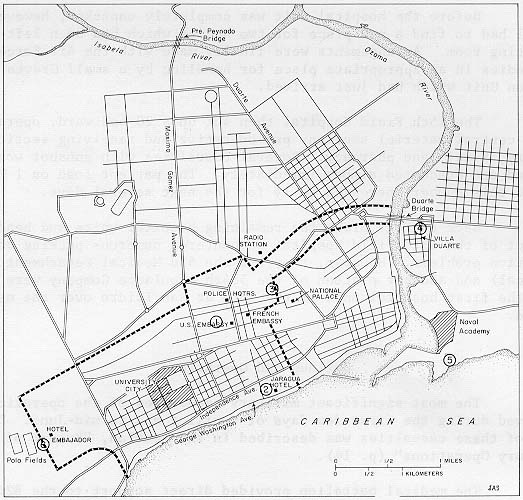
Cuartel general de las fuerzas estadounidenses y la IAPF y alojamientos de los servicios de salud durante la ocupación de Santo Domingo:
1. Cuartel general, fuerzas estadounidenses
2. Cuartel general, IAPF,
3. Compañía D, 307 Batallón Médico, en el Colegio María Auxiliadora,
4. Compañía C, estación de liquidación,
5. 15 Hospital de Campaña,
6. Compañía C en el Camp Randall.

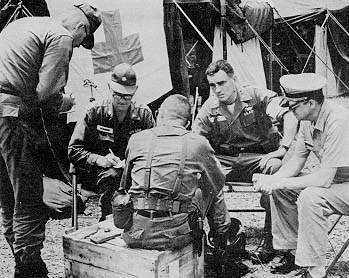
Oficiales del Servicio Médico reunidos cerca de Santo Domingo a principios de mayo de 1965.

La decisión de intervenir militarmente en la República Dominicana fue una decisión personal del presidente de los Estados Unidos  Lyndon Johnson.[cita requerida] Este, convencido de la derrota de las fuerzas leales y por temor al surgimiento de "una segunda Cuba" en el Caribe, ordenó a las fuerzas armadas estadounidense la restauración del orden.
Hasta ese momento, todos los asesores civiles habían estado en contra de la intervención inmediata, abrigando la esperanza de que la parte lealista pudiera poner fin a la guerra civil. El presidente Johnson, sin embargo, siguió el consejo de su embajador en Santo Domingo, W. Tapley Bennett, quien argumentó la ineficiencia y la indecisión de los líderes militares dominicanos. Bennett sugirió que los EE. UU. interpusieran sus fuerzas entre los rebeldes y los de la Junta, y que aplicaran así un alto el fuego. Luego, los Estados Unidos pidieron a la Organización de Estados Americanos la negociación de un acuerdo político entre las facciones opuestas.
El jefe de Estado Mayor general Wheeler le dijo al general Palmer de la CINCLANT en relación con la intervención militar:

"su ocupación sin previo aviso es para evitar que la República Dominicana se vuelva comunista."

  El 29 de abril, bajo el argumento oficial de la necesidad de proteger las vidas de los extranjeros –ninguno de los cuales había sido muerto o herido– una flota de 41 buques fue enviada para bloquear la isla y de esta forma comenzó la invasión de infantes de marina y parte de la 82.ª División Aerotransportada. También, se desplegaron alrededor de 75 miembros de la compañía "E" del 7th Special Forces Group. En definitiva, se terminó por enviar a Santo Domingo un contingente de 42 000 soldados e infantes de marina.
El presidente Lyndon B. Johnson declaró esa noche que había dado órdenes para el desembarco de infantes de marina en Santo Domingo con la finalidad de proteger la vida de ciudadanos estadounidenses y que la OEA había sido informada de esa situación. Otras versiones afirman la invasión se efectuó de forma unilateral y que los delegados de la OEA se enteraron de la invasión por radio y por televisión luego del discurso de Johnson. No obstante, poco después, los Estados Unidos junto con la OEA, formaron una fuerza militar interamericana para la intervención en la República Dominicana.
Un francotirador mató a un infante de marina cerca de la embajada de Estados Unidos y, en el fuego cruzado que siguió, una granada hirió de muerte a una niña dominicana. La evacuación de ciudadanos estadounidenses concluyó sin más pérdidas de vidas. A media tarde del 30 de abril, se negoció un alto al fuego, auspiciado por el nuncio apostólico en el país. El 5 de mayo fue firmado el «Acto de Ley» de Santo Domingo por el coronel Benoit (lealista), el coronel Caamaño (constitucionalista) y el comité especial de la OEA. Este acto buscaba un total cese de fuego, el reconocimiento de una «Zona de Seguridad Internacional», un acuerdo para ayudar a los organismos de socorro y la inviolabilidad de las misiones diplomáticas. La Ley estableció el marco para futuras negociaciones, pero no pudo detener todos los enfrentamientos. Los francotiradores constitucionalistas continuaron disparando contra las fuerzas de Estados Unidos, aunque los enfrentamientos entre las facciones dominicanas disminuyeron por un tiempo.
Ante la imposibilidad de alcanzar una victoria militar, los rebeldes constitucionalistas eligieron a su líder Francisco Alberto Caamaño como presidente del país. Los oficiales de Estados Unidos contrarrestaron está acción declarando al general Antonio Imbert Barrera como presidente. El 7 de mayo, Imbert fue juramentado como presidente del «Gobierno de Reconstrucción Nacional». El siguiente paso en el proceso de "estabilización", según lo previsto por el gobierno de Washington y la OEA, fue arreglar un acuerdo entre Caamaño e Imbert para la formación de un gobierno provisional. Sin embargo, Caamaño se negó a reunirse con Imbert hasta que varios de los oficiales "leales", incluyendo Wessin y Wessin, fueran obligados a abandonar el país.
El 13 de mayo el general Imbert comenzó la «Operación Limpieza», con la que sus fuerzas alcanzaron cierto éxito en la eliminación de focos de resistencia rebelde en las afueras del sector de Ciudad Nueva, y el silencio de Radio Santo Domingo. La operación terminó el 21 de mayo.

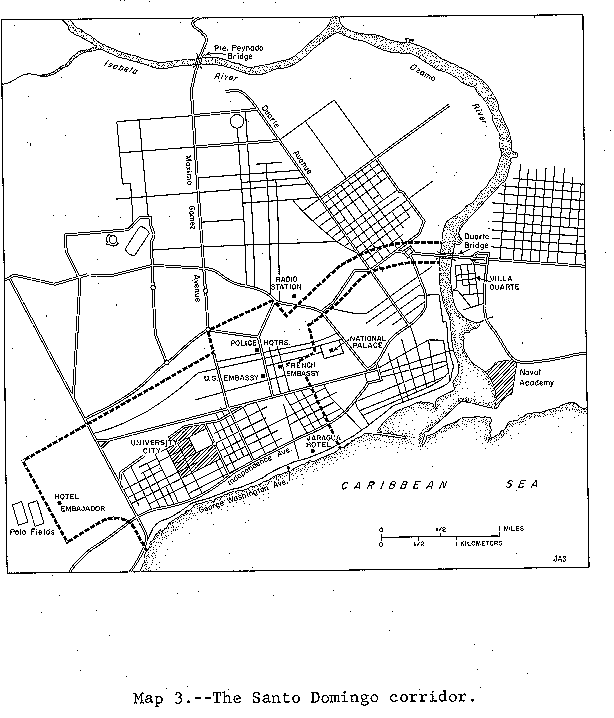
Corredor de seguridad

El 14 de mayo los estadounidenses establecieron un "corredor de seguridad" que conectaba la Base Aérea de San Isidro y el Puente Duarte con el Hotel Embajador y la Embajada de Estados Unidos en el centro de Santo Domingo, los estadounidenses acordonaron esencialmente la zona constitucionalista de Santo Domingo. Se bloquearon las carreteras, establecieron patrullaje de forma continua. Unas 6500 personas de muchas naciones fueron evacuadas y puestas a salvo. Además, las fuerzas armadas estadounidense suministró ayuda por vía aérea a gran parte de nacionales dominicanos.
A mediados de mayo, la mayoría de la OEA votó a favor de llevar adelante la operación, la reducción de las fuerzas estadounidenses y su sustitución por una Fuerza Interamericana de Paz (FIP) la cual quedó establecida formalmente el 23 de mayo. Las tropas fueron enviadas por: Brasil – 1130, Honduras – 250, Paraguay – 184, Nicaragua – 160, Costa Rica – 21 policías militares, y El Salvador – 3 oficiales de Estado Mayor. El primer contingente en llegar fue una compañía de fusileros de Honduras, que fue respaldada luego por destacamentos de Costa Rica, El Salvador y Nicaragua. Brasil presentó la mayor cantidad de efectivos con un batallón de infantería reforzada. El general brasileño Hugo Panasco Alvin asumió el mando de las fuerzas terrestres de la OEA y el 26 de mayo las fuerzas armadas de EE. UU. comenzaron a retirarse.

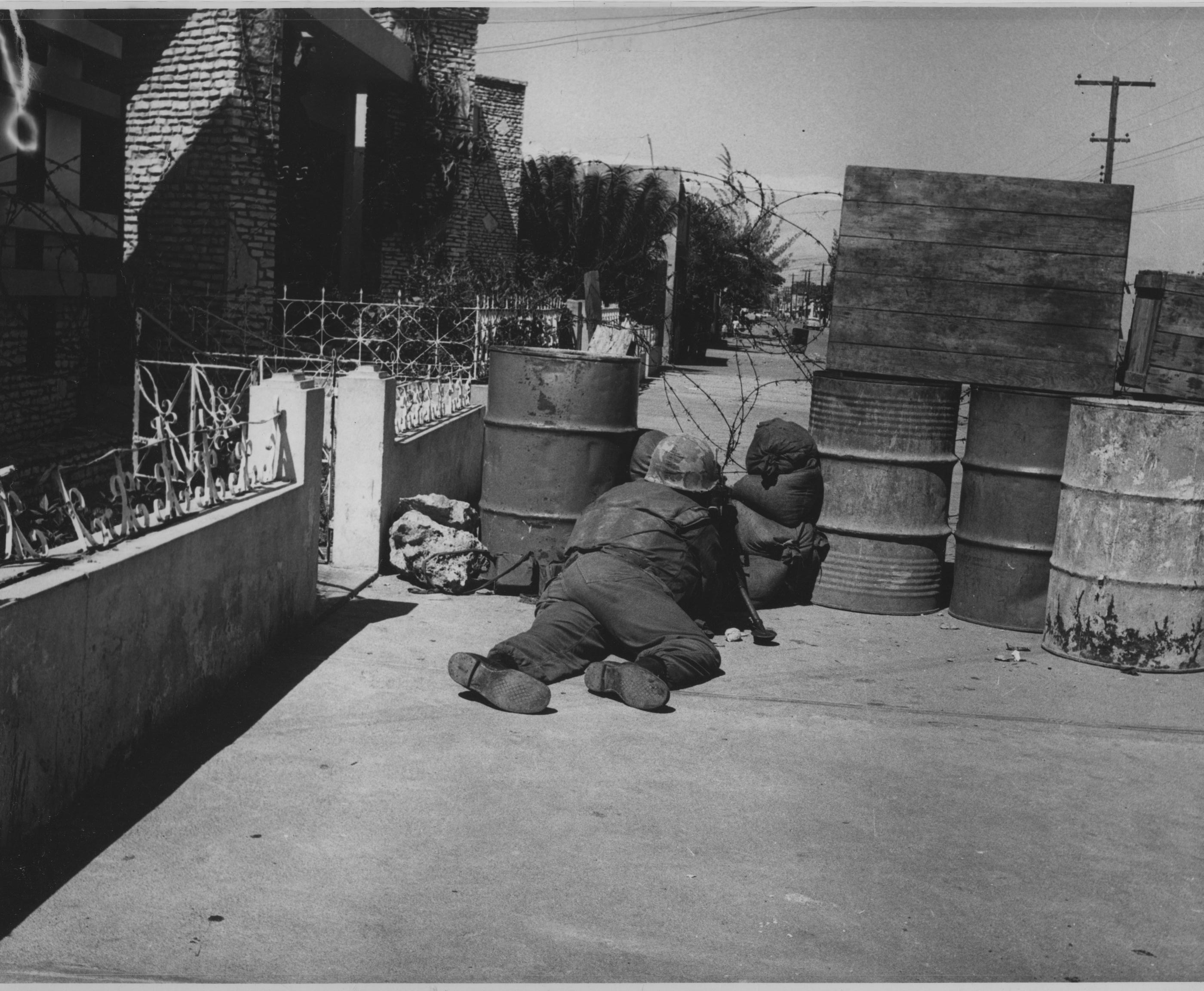
Un infante de marina monitorea la actividad desde una barricada en las calles de Santo Domingo

El 15 de junio de 1965, los tanques estadounidenses entraron en la ciudad apoyados por los leales sin que los tanques rebeldes los pudieran detener cayendo la posición norte de estos aunque el bastión principal resistió con el uso de barricadas y cócteles molotov.
Los combates continuaron hasta el 31 de agosto de 1965, cuando se declaró una tregua. La mayoría de las tropas estadounidenses abandonaron poco después y las operaciones de mantenimiento de paz fueran entregadas a las tropas brasileñas, aunque con una presencia militar de EE. UU. que se mantuvo hasta el 21 de septiembre de 1966.
El general estadounidense Bruce Palmer y el general brasileño Hugo Panasco Alvin, comandantes de la FIP, el general John Deane, jefe de la 82 División Aerotransportada de EE. UU., y altos oficiales militares y policiales se reúnen el 9 de septiembre con el general Wessin y Wessin en su casa, cerca del Cachón de la Rubia, para conjurar la crisis desatada por su negativa de salir del país. Mientras 26 helicópteros estadounidenses sobrevuelan en el espacio sobre y alrededor de su casa, el general Panasco Alvin le comunica que debe salir del país en calidad de cónsul en Miami.
No obstante, frente a las continuas amenazas y ataques, incluyendo un ataque particularmente violento en el Hotel Matum en Santiago de los Caballeros, Caamaño aceptó un acuerdo impuesto por el gobierno de Estados Unidos y el nuevo presidente provisional dominicano, García Godoy, envió al coronel Caamaño como agregado militar en la embajada dominicana ante el Reino Unido.
En las elecciones presidenciales celebradas en 1966 y con el apoyo abierto del gobierno estadounidense, la candidatura de Joaquín Balaguer, quien había sido presidente títere durante la era de Trujillo, resultó ganadora por encima de Juan Bosch. Bosch nunca recuperó el poder. Este hecho dio lugar a una relativa estabilidad política aparejada a una fuerte represión por parte del gobierno de Balaguer, quien se convirtió en una figura preponderante en el quehacer político dominicano durante décadas.
La Asamblea General del Cuadragésimo-Sexto Período Ordinario de Sesiones de la Organización de los Estados Americanos (OEA) aprobó el 15 de mayo de 2016 una declaración de desagravio a la República Dominicana, por el rol desempeñado por el organismo regional, al dar el aval que permitió una intervención militar en el país durante la Revolución cívico-militar de abril de 1965.

## Bajas

### Dominicanos
- Se estima que 2825 dominicanos murieron, la mayoría civiles.[6]

### Militares
- Un total de 44 soldados  estadounidenses murieron,[6][11] 27 en acción.[6] 172 fueron heridos en acción.[6] Algunas de las bajas no relacionadas con la batalla fueron causadas por acciones de estilo terrorista.[6]
- Del personal IAPF, 6 brasileños y 5 paraguayos resultaron heridos en acción.[6]

## Participantes notables
- Mitchell WerBell Tercer, agente, mercenario de OSS/CIA.
- James Kimsey, fundador de America Online.
- Bruce P. Crandall, pasó a recibir Medalla de Honor por acciones en Vietnam.
- Drew Dennis Dix, pasó a recibir Medalla de Honor por acciones en Vietnam.